# Калеві Аго
Калеві Аго (фін. Kalevi Ensio Aho нар. 9 березня 1949, Форсса, Фінляндія) — фінський композитор і музичний педагог. 

## Життєпис
У 1971 закінчив Академію імені Сібеліуса по класу Ейноюгані Раутаваара. Після закінчення академії деякий час займався у Бориса Блахера в Берліні. 
З 1974 по 1988 Аго викладав теорію музики в Гельсінському університеті.  
З 1988 по 1993 Калеві вів педагогічну діяльність в Академії імені Сібеліуса. Після цього Калеві Аго зосередився на композиторській роботі. Його жанровий діапазон простилався від сценічної і симфонічної до сольної та камерної музики. Серед його творів 17 симфоній, 29 інструментальних концертів, 5 опер, квартети, квінтети, сонати. Нині Калеві Аго вважається одним з найвидатніших сучасних композиторів Фінляндії. 
29 листопада 2016 нагороджений державною премією Фінляндії в галузі культури. 
Проживає в місті Гельсінкі. 